# ميلوش أوربوفيتش
ميلوش أوربوفيتش مواليد 2 نوفمبر 1993 في صربيا، هو لاعب كرة يد صربي يلعب كظهير أيمن. مثل منتخب صربيا لكرة اليد.

## سجل المنافسة
شارك في البطولات التالية:
- بطولة أوروبا لكرة اليد للرجال 2016